# ZiU-7
ZiU-7 – typ wysokopodłogowego, miejskiego trolejbusu średniej pojemności, wytwarzanego w latach 1966–1969 w Zawodzie imieni Urickogo w mieście Engels, w obwodzie saratowskim, w Związku Radzieckim.

## Opis
ZiU-7 stanowi rozwinięcie konstrukcyjne trolejbusu typu ZiU-5. W stosunku do poprzednika przeniesiono przednie drzwi za przednią oś, podobnie jak w trolejbusie MTB-82. W efekcie powstała krótsza odmiana ZiU-5. Wyprodukowano trzy egzemplarze, po jednym dla Kirowa, Czeboksar i Moskwy.